# Ivan Mráz
Ivan Mráz (Lőcse, 1941. május 24. – 2024. május 18.) olimpiai ezüstérmes csehszlovák válogatott szlovák labdarúgó, csatár, edző.

## Pályafutása

### Klubcsapatban
1959 és 1963 között a Slovan Bratislava labdarúgója volt és sorozatban három csehszlovák kupagyőzelmet ért el a csapattal. 1963 és 1965 között a Spartak Praha Sokolovo, 1966-ban a Dukla Praha, 1967–68-ban ismét a Sparta ČKD Praha játékosa volt. A Sparta színeiben két csehszlovák bajnoki címet szerzett. 
1969–70-ben a holland MVV Maastricht csapatában szerepelt. 1971-ben ismét a Dukla, majd 1971–72-ben a Sparta labdarúgója volt.

### A válogatottban
1964-ben hat alkalommal játszott a csehszlovák olimpiai válogatottban és hat gólt szerzett. Tagja volt az 1964-es tokiói olimpiai játékokon ezüstérmes csapatnak. 1964–65-ben négy alkalommal szerepelt a csehszlovák válogatottban és öt gólt szerzett.

### Edzőként
1974–75-ben a Sparta Praha vezetőedzője volt. 1979 és 1981 között a Costa Rica-i Alajuelense szakmai munkáját irányította, közben 1980-ban a Costa Rica-i válogatott szövetségi kapitánya is volt. 1991 és 1994 között ismét az Alajuelense vezetőedzőjeként tevékenykedett. 2010-ben bízták meg az UCR vezetőedzői feladatával.

## Sikerei, díjai
Csehszlovákia
- Olimpiai játékok
  - ezüstérmes: 1964, Tokió

 Slovan Bratislava
- Csehszlovák kupa
  - győztes (2): 1962, 1963

 Sparta Praha
- Csehszlovák bajnokság
  - bajnok (2): 1964–65, 1966–67
- Csehszlovák kupa
  - győztes: 1964

## Statisztika

### Mérkőzései a csehszlovák válogatottban
| Csehszlovákia | Csehszlovákia      | Csehszlovákia                | Csehszlovákia | Csehszlovákia | Csehszlovákia | Csehszlovákia | Csehszlovákia | Csehszlovákia |
| #             | Dátum              | Helyszín                     | Hazai         | Eredmény      | Vendég        | Kiírás        | Gólok         | Esemény       |
| ------------- | ------------------ | ---------------------------- | ------------- | ------------- | ------------- | ------------- | ------------- | ------------- |
| 1.            | 1964. április 29.  | Ludwigshafen, Südweststadion | NSZK          | 3 – 4         | Csehszlovákia | barátságos    | 2             | 27' 40'       |
| 2.            | 1964. május 17.    | Prága, Strahov-stadion       | Csehszlovákia | 2 – 3         | Jugoszlávia   | barátságos    | 1             | 83'           |
| 3.            | 1965. április 25.  | Pozsony, Tehelné pole        | Csehszlovákia | 0 – 1         | Portugália    | vb-selejtező  | -             |               |
| 4.            | 1965. november 21. | Brno, Stadion Za Lužánkami   | Csehszlovákia | 3 – 1         | Törökország   | vb-selejtező  | 2             | 3' 15'        |
|               | Összesen           |                              |               | 4             | mérkőzés      |               | 5             | gól           |